# 宣帝 (陳)
宣帝（せんてい）は、南朝陳の第4代皇帝。姓は陳、諱は頊。

## 生涯
陳道談の次男として生まれた。承聖元年（552年）に叔父の陳霸先が侯景の乱を平定して京口に駐屯すると、南朝梁の元帝が陳霸先の子弟の出仕を求めたため、陳頊は江陵に赴いて、直閤将軍・中書侍郎となった。承聖3年（554年）に江陵が西魏の侵攻により陥落すると、陳頊は関中に連行された。永定元年（557年）に陳が建国されるが、陳頊の身柄は北周に置かれたまま、陳の始興郡王に封じられた。永定3年（559年）に兄の文帝が即位すると、安成王に改封された。天嘉3年（562年）3月に北周から帰国し、侍中・中書監・中衛将軍の位を受けた。6月、使持節・都督揚南徐東揚南豫北江五州諸軍事・揚州刺史となり、驃騎将軍に進んだ。天嘉4年（563年）4月、開府儀同三司の位を受けた。天嘉6年（565年）4月には司空に上った。
天康元年（566年）3月、尚書令となった。4月に文帝が崩御するにあたって、劉師知や到仲挙らとともに陳伯宗の補佐を遺命された。陳伯宗が即位すると、5月に陳頊は司徒・驃騎大将軍・録尚書事・都督中外諸軍事となった。光大元年（567年）には劉師知や到仲挙らを排除して陳朝における独裁権を確立した。翌光大2年（568年）1月に太傅に進み、司徒を兼ねた。11月、沈太后の令により陳伯宗が廃位された。
太建元年（569年）1月、建康の太極前殿で皇帝位についた。太建2年（570年）4月には廃帝の臨海王陳伯宗を殺害している。即位後は水路の整備や開墾、流民対策や租税の減免などの内政に力を注いだ。対外的には太建5年（573年）に呉明徹の北伐により北斉から淮南地方を奪取した。しかし太建9年（577年）に北周が北斉を滅ぼして華北を統一すると、その圧迫を受けるようになり、翌太建10年（578年）の呂梁の戦いの敗戦によって淮南の領土のほとんどを失った。太建12年（580年）に北周で司馬消難の乱が起こると、これを支援し、その敗北後は亡命を受け入れた。
太建14年（582年）1月、病のために宣福殿で崩御した。

## 妻子

### 后妃
- 柳敬言
- 銭貴妃
- 彭貴人
- 曹淑華
- 何淑儀
- 魏昭容
- 袁昭容
- 劉昭儀
- 王修華
- 韋修容
- 申婕妤
- 王姫
- 呉姫
- 徐姫
- 淳于姫
- 施姫
- 曾姫
- 楊姫
- 袁姫
- 呉姫
- 劉姫
- 秦姫

### 男子
42人の男子をもうけた。
- 後主陳叔宝（元秀）- 母は柳皇后
- 始興王陳叔陵（子嵩）- 母は彭貴嬪
- 豫章王陳叔英（子烈）- 母は曹淑華
- 長沙王陳叔堅（子成）- 母は何淑儀
- 建安王陳叔卿（子弼）- 母は魏昭容
- 宜都王陳叔明（子昭）- 母は何淑儀
- 河東王陳叔献（子献）- 母は銭貴妃
- 新蔡王陳叔斉（子粛）- 母は劉昭儀
- 晋熙王陳叔文（子才）- 母は袁昭容
- 淮南王陳叔彪（子華）- 母は王姫
- 始興王陳叔重（子厚）- 母は呉姫
- 尋陽王陳叔儼（子思）- 母は徐姫
- 岳陽王陳叔慎（子敬）- 母は淳于姫
- 義陽王陳叔達（子聡）- 母は袁昭容
- 巴山王陳叔雄（子猛）- 母は王姫
- 武昌王陳叔虞（子安）- 母は王修華
- 湘東王陳叔平（子康）- 母は韋修容
- 臨賀王陳叔敖（子仁）- 母は施姫
- 陽山王陳叔宣（子通）- 母は曾姫
- 西陽王陳叔穆（子和）- 母は楊姫
- 南安王陳叔倹（子約）- 母は申婕妤
- 南郡王陳叔澄（子泉）- 母は申婕妤
- 沅陵王陳叔興（子推）- 母は施姫
- 岳山王陳叔韶（子欽）- 母は申婕妤
- 新興王陳叔純（子共）- 母は袁姫
- 巴東王陳叔謨（子軌）- 母は呉姫
- 臨江王陳叔顕（子明）- 母は劉姫
- 新会王陳叔坦（子開）- 母は袁昭容
- 新寧王陳叔隆（子遠）- 母は秦姫
- 新昌王陳叔栄（子徹）- 母は秦姫
- 太原王陳叔匡（子佐）- 母は申婕妤

### 女子
- 楽昌公主（徐徳言の妻、破鏡重円の故事で知られる）
- 斉熙公主 陳浄玲
- 寧遠公主（母は施姫。隋の文帝楊堅の夫人となった。）